# Marko Daňo
Marko Daňo (* 30. listopadu 1994, Eisenstadt, Rakousko) je slovenský lední hokejista a reprezentant, v současnosti hrající za klub HC Oceláři Třinec. Jeho otec Jozef Daňo je bývalým ledním hokejistou a slovenským reprezentantem.

## Klubové statistiky
| Sezona     | Klub                  | Soutěž          | Základní část | Základní část | Základní část | Základní část | Základní část | Play off | Play off | Play off | Play off | Play off |
| Sezona     | Klub                  | Soutěž          | Z             | G             | A             | B             | TM            | Z        | G        | A        | B        | TM       |
| ---------- | --------------------- | --------------- | ------------- | ------------- | ------------- | ------------- | ------------- | -------- | -------- | -------- | -------- | -------- |
| 2012-13    | HC Slovan Bratislava  | KHL             | 37            | 3             | 4             | 7             | 26            | 4        | 0        | 0        | 0        | 4        |
| 2013-14    | HC Slovan Bratislava  | KHL             | 41            | 3             | 2             | 5             | 41            | —        | —        | —        | —        | —        |
| 2013-14    | Springfield Falcons   | AHL             | 10            | 2             | 4             | 6             | 4             | 5        | 0        | 2        | 2        | 0        |
| 2014/15    | Columbus Blue Jackets | NHL             | 35            | 8             | 13            | 21            | 14            | —        | —        | —        | —        | —        |
| 2014-15    | Springfield Falcons   | AHL             | 39            | 11            | 8             | 19            | 34            | —        | —        | —        | —        | —        |
| 2015/16    | Chicago Blackhawks    | NHL             | 13            | 1             | 1             | 2             | 2             | —        | —        | —        | —        | —        |
| 2015-16    | Rockford IceHogs      | AHL             | 34            | 4             | 19            | 23            | 40            | —        | —        | —        | —        | —        |
| 2015/16    | Winnipeg Jets         | NHL             | 21            | 4             | 4             | 8             | 8             | —        | —        | —        | —        | —        |
| 2016/17    | Manitoba Moose        | AHL             | 6             | 0             | 2             | 2             | 4             | —        | —        | —        | —        | —        |
| 2016/17    | Winnipeg Jets         | NHL             | 38            | 4             | 7             | 11            | 10            | —        | —        | —        | —        | —        |
| 2017/18    | Winnipeg Jets         | NHL             | 23            | 2             | 1             | 3             | 6             | —        | —        | —        | —        | —        |
| 2018/19    | Colorado Avalanche    | NHL             | 8             | 0             | 0             | 0             | 7             | —        | —        | —        | —        | —        |
| 2018/19    | Manitoba Moose        | AHL             | 51            | 12            | 18            | 30            | 75            | —        | —        | —        | —        | —        |
| 2019/20    | Columbus Blue Jackets | NHL             | 2             | 0             | 0             | 0             | 2             | —        | —        | —        | —        | —        |
| 2019/20    | Cleveland Monsters    | AHL             | 46            | 4             | 15            | 19            | 86            | —        | —        | —        | —        | —        |
| 2020/21    | Manitoba Moose        | AHL             | 13            | 1             | 2             | 3             | 10            | —        | —        | —        | —        | —        |
| 2020/21    | HK Dukla Trenčín      | Tipos extraliga | 2 4           | 2             | 1             | 3             | 4             | —        | —        | —        | —        | —        |
| 2021/22    | HC Oceláři Třinec     | ELH             | 36            | 10            | 6             | 16            | 48            | 12       | 3        | 0        | 3        | 2        |
| 2022/23    | HC Oceláři Třinec     | ELH             | 51            | 29            | 22            | 51            | 36            | 20       | 3        | 6        | 9        | 14       |
| 2023/24    | HC Oceláři Třinec     | ELH             | 26            | 13            | 13            | 26            | 16            | 21       | 6        | 5        | 11       | 19       |
| 2024/25    | HC Oceláři Třinec     | ELH             |               |               |               |               |               |          |          |          |          |          |
| NHL celkem | NHL celkem            | NHL celkem      | 141           | 19            | 26            | 45            | 49            | —        | —        | —        | —        | —        |
| KHL celkem | KHL celkem            | KHL celkem      | 78            | 6             | 6             | 12            | 67            | 4        | 0        | 0        | 0        | 4        |

## Reprezentace
Statistiky reprezentace na Mistrovstvích světa a Olympijských hrách:
| Turnaj        | Místo konání                   | Z  | G | A | B | Umístění         | Soupisky          |
| ------------- | ------------------------------ | -- | - | - | - | ---------------- | ----------------- |
| MS 2013       | Švédsko a Finsko               | 5  | 1 | 1 | 2 | 8. místo         | Soupiska MS 2013  |
| MS 2015       | Česko                          | 5  | 1 | 0 | 1 | 9. místo         | Soupiska MS 2015  |
| MS 2016       | Rusko                          | 6  | 1 | 1 | 2 | 9. místo         | Soupiska MS 2016  |
| MS 2019       | Slovensko (Bratislava, Košice) | 7  | 0 | 1 | 1 | 9. místo         | Soupiska MS 2019  |
| ZOH 2022      | Čína (Peking)                  | 6  | 0 | 0 | 0 | Bronzová medaile | Soupiska ZOH 2022 |
| Celkem na MS  |                                | 23 | 3 | 3 | 6 |                  |                   |
| Celkem na ZOH |                                | 6  | 0 | 0 | 0 |                  |                   |